# Jennifer Connelly
Jennifer Lynn Connelly (Cairo, Nueva York, 12 de diciembre de 1970) es una actriz y modelo estadounidense. Comenzó su carrera como modelo infantil antes de debutar en la actuación en el filme de Sergio Leone Érase una vez en América (1984). Un año después, realizó su primer papel protagónico en la película de terror de Dario Argento Phenomena, y en 1986 obtuvo reconocimiento al participar junto con David Bowie en la cinta de fantasía Labyrinth, de Jim Henson. Tras protagonizar la comedia romántica Career Opportunities (1991) y la película de aventuras The Rocketeer (1991), recibió elogios de la crítica especializada por su actuación en el filme de ciencia ficción Dark City (1998) y en el drama Requiem for a Dream (2000).
En 2002 ganó el Premio Óscar como mejor actriz de reparto por su interpretación de la física Alicia Nash en la película biográfica de Ron Howard A Beautiful Mind (2001). En esa misma década registró participaciones protagónicas en producciones como Hulk (2003), Dark Water (2005), Little Children (2006), Diamante de sangre (2006), The Day the Earth Stood Still (2008), He's Just Not That Into You (2009) y Creation (2009). En años posteriores asumió papeles secundarios en producciones como la cinta épica Noé (2014) y los filmes de acción Alita: Battle Angel (2019) y Top Gun: Maverick (2022). Su labor como actriz ha sido reconocida, además de los Óscar, en eventos como los premios BAFTA, Globo de Oro, Saturn, Satellite, Empire e Independent Spirit, entre otros.
Activa principalmente en el mundo del cine, también ha interpretado roles importantes en series de televisión como The $treet (2000), Snowpiercer (2020-presente) y Dark Matter (2024-presente). Como modelo, ha participado en campañas publicitarias de las marcas Balenciaga, Louis Vuitton, Revlon y Shiseido, y medios como Vanity Fair, People y Los Angeles Times la han incluido en sus listas de las mujeres más bellas del mundo. Paralelo a su labor artística, Connelly ha colaborado con organizaciones humanitarias sin ánimo de lucro como Charity: Water, Union of Concerned Scientists y Save the Children. En 2005 fue nombrada embajadora de Amnistía Internacional para la educación en derechos humanos.
En 1997 nació Kai, su primer hijo, de su relación con el fotógrafo David Dugan. En 2003 se casó con el actor y cineasta británico Paul Bettany, con quien ha trabajado desde entonces en varios proyectos cinematográficos y con el que tiene dos hijos, Stelan (nacido en 2003) y Agnes (nacida en 2011). Reside con su familia en el sector de Brooklyn Heights (Nueva York).

## Primeros años y estudios
Connelly nació el 12 de diciembre de 1970 en Cairo (Nueva York), un pueblo ubicado en las montañas de Catskill. Su madre Ilene Shcuman era una anticuaria, y su padre Gerard Karl Connelly trabajaba en una fábrica de prendas de vestir. Su padre era católico de ascendencia irlandesa y noruega, mientras que su madre era judía y recibió su educación en una yeshivá. Los bisabuelos maternos de Connelly eran inmigrantes judíos provenientes de Polonia y de Rusia. Pasó sus primeros años de vida principalmente en el barrio de Brooklyn Heights, cerca del puente de Brooklyn, donde asistió a la institución educativa especializada en artes de Saint Ann's. Su padre sufría de asma, por lo que la familia debió mudarse a Woodstock (Nueva York) en 1976 para escapar del esmog de la ciudad. Cuatro años después decidieron regresar a Brooklyn Heights, y allí Connelly tuvo la oportunidad de retomar sus clases en Saint Ann's. Confesó que en sus primeros años no tenía ningún interés en el mundo del cine y que disfrutaba de actividades más comunes en los niños varones, como jugar con vehículos Matchbox o trepar árboles.

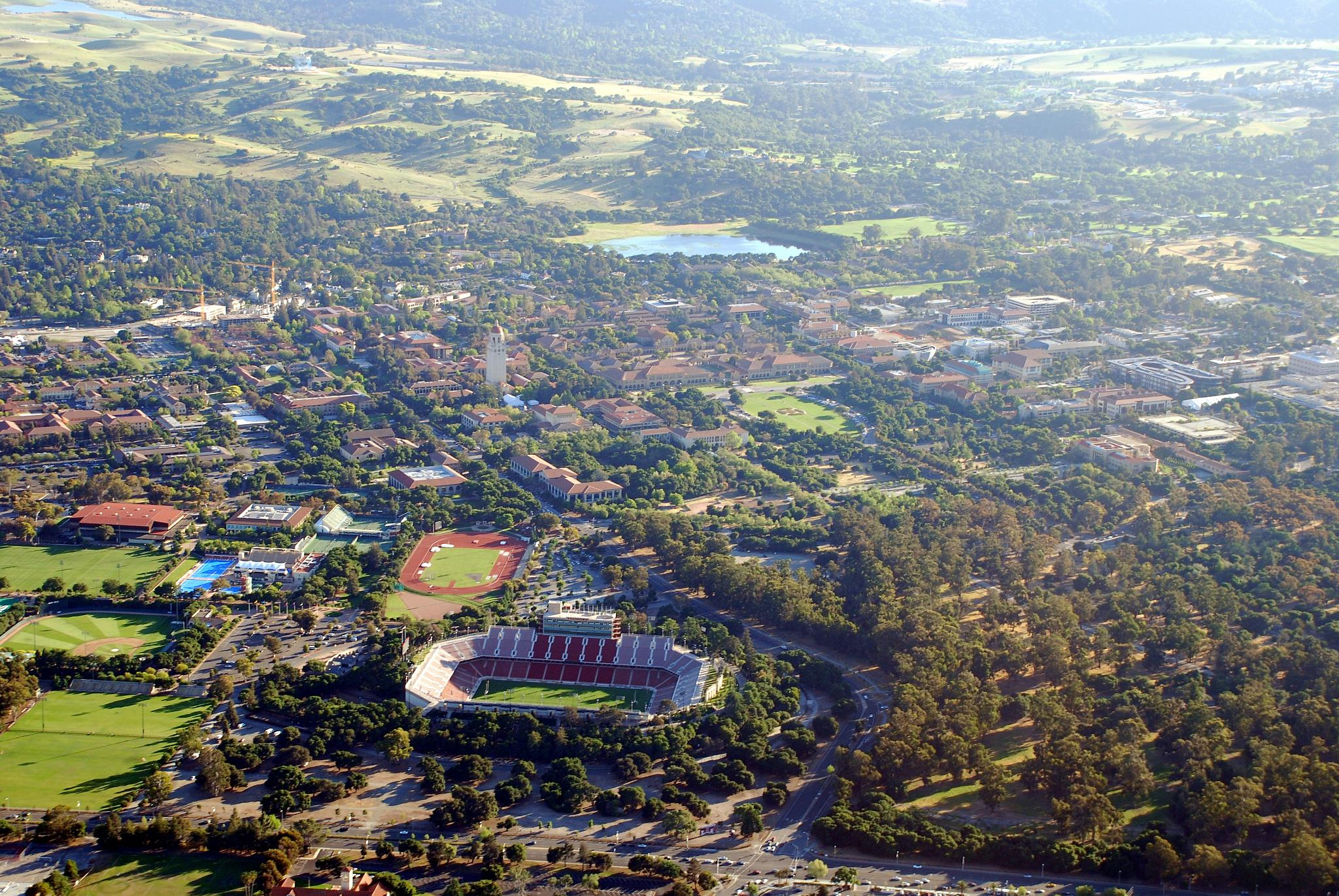
Conelly estudió arte dramático en la Universidad Stanford. En la imagen, una vista aérea del campus de la institución.

Tras graduarse del instituto, en 1988 se inscribió en el programa de literatura inglesa en la Universidad Yale. En una entrevista se describió a sí misma como alguien que en su etapa universitaria «no se preocupaba realmente por tener una vida social o por dormir o comer mucho», y contó que frecuentaba la biblioteca de la facultad de derecho la mayor parte del tiempo cuando no estaba recibiendo clases. Afirmó que los estudios la ayudaron a mantenerse centrada en las primeras etapas de su carrera como actriz: «Cada cual encuentra la seguridad en un lugar diferente: en la familia, en la fe o en las drogas. En mi caso, mi refugio de juventud fueron los estudios. Fueron mi contrapunto».
Permaneció durante dos años en Yale e ingresó en la Universidad Stanford para estudiar arte dramático; allí recibió lecciones de maestros como Roy London, Howard Fine y Harold Guskin. En 1990 decidió abandonar la universidad para iniciar una carrera en el mundo del entretenimiento.

## Carrera

### 1980-1985: modelaje y primeros papeles
Cuando tenía diez años, un ejecutivo publicitario amigo de su padre le sugirió que hiciera una prueba como modelo. Sus padres enviaron una foto suya a la agencia Ford Models, y tras ser seleccionada, empezó a modelar para anuncios impresos y para campañas publicitarias de televisión. Aunque sus primeras actuaciones en pantalla ocurrieron en un episodio de la serie de televisión Tales of the Unexpected y en el videoclip de la canción «Union of the Snake» de la agrupación británica Duran Duran en 1982 y 1983 respectivamente, en una entrevista con The Guardian reveló que durante su experiencia como modelo había dejado de lado sus aspiraciones de convertirse en actriz, y que incluso aspiraba a ser médica veterinaria. Apareció en la portada de la revista Seventeen en 1986, 1987 y 1988, y tras participar en una campaña publicitaria para la multinacional japonesa Panasonic, en diciembre de 1986 grabó dos canciones de pop para el mercado del país asiático: «Ai No Monologue» y «Ai No Message», cantadas en japonés fonético, ya que no dominaba el idioma. El mismo año, ambos temas fueron incluidos en un sencillo de siete pulgadas titulado «Ai No Monologue».
Cuando tenía doce años, su madre la motivó para que asistiera a audiciones de actuación, y fue seleccionada para realizar un papel secundario como la aspirante a bailarina Deborah Gelly en la película del cineasta italiano Sergio Leone Érase una vez en América, rodada entre 1982 y 1983 y estrenada en 1984. La similitud de su nariz con la de Elizabeth McGovern —quien interpretó al personaje de Gelly en su versión adulta— y su esfuerzo por imitar a una bailarina de ballet durante la audición, pese a no tener formación en este tipo de danza, convencieron al director de darle el papel. Connelly describió su participación como «una introducción increíblemente idílica al cine». Según J. Rentilly de The Guardian, con su escena de baile «ofreció el giro más seductor de una actriz menor de edad desde Jodie Foster en Taxi Driver».
Obtuvo su primer papel protagónico en 1985 en el filme de terror Phenomena, del director italiano Dario Argento, en el que interpretó a una joven que se comunica psíquicamente con insectos para resolver una serie de crímenes. Aunque inicialmente sus padres rechazaron el ofrecimiento por el contenido violento del guion, la propia actriz los convenció de dejarla participar. Aunque Phenomena fue bien recibido por la prensa especializada, Jon Pareles de The New York Times criticó el desempeño del reparto en general y afirmó que Connelly «fue elegida como la heroína adolescente aparentemente porque podía sostener una mosca con la mano sin inmutarse». En contraste, Rob Hunter del portal Film School Rejects se refirió a ella como «una de las heroínas más fuertes e interesantes» en toda la filmografía de Argento.
El mismo año asumió el papel principal de Deslices de juventud, película del género coming of age dirigida por Linda Feferman en la que interpretó a Natalie, una joven que debe enfrentar los habituales desafíos de la adolescencia. Compartió el protagonismo con Maddie Corman y Byron Thames, y según el crítico Adrian Martin del sitio FilmCritic, fue la única de los tres que pudo alcanzar las expectativas que mostró durante las etapas iniciales de su carrera. En una entrevista retrospectiva, la actriz manifestó: «Antes de darme cuenta, [la actuación] se convirtió en lo que hacía. Fue una forma muy peculiar de crecer, combinada con mi personalidad», y dijo que se sentía como «una especie de marioneta andante» durante la adolescencia, sin tener tiempo a solas para lidiar con la atención que generaba su creciente popularidad.

### 1986-1999:Labyrinth,Career Opportunitiesy popularidad en los Estados Unidos

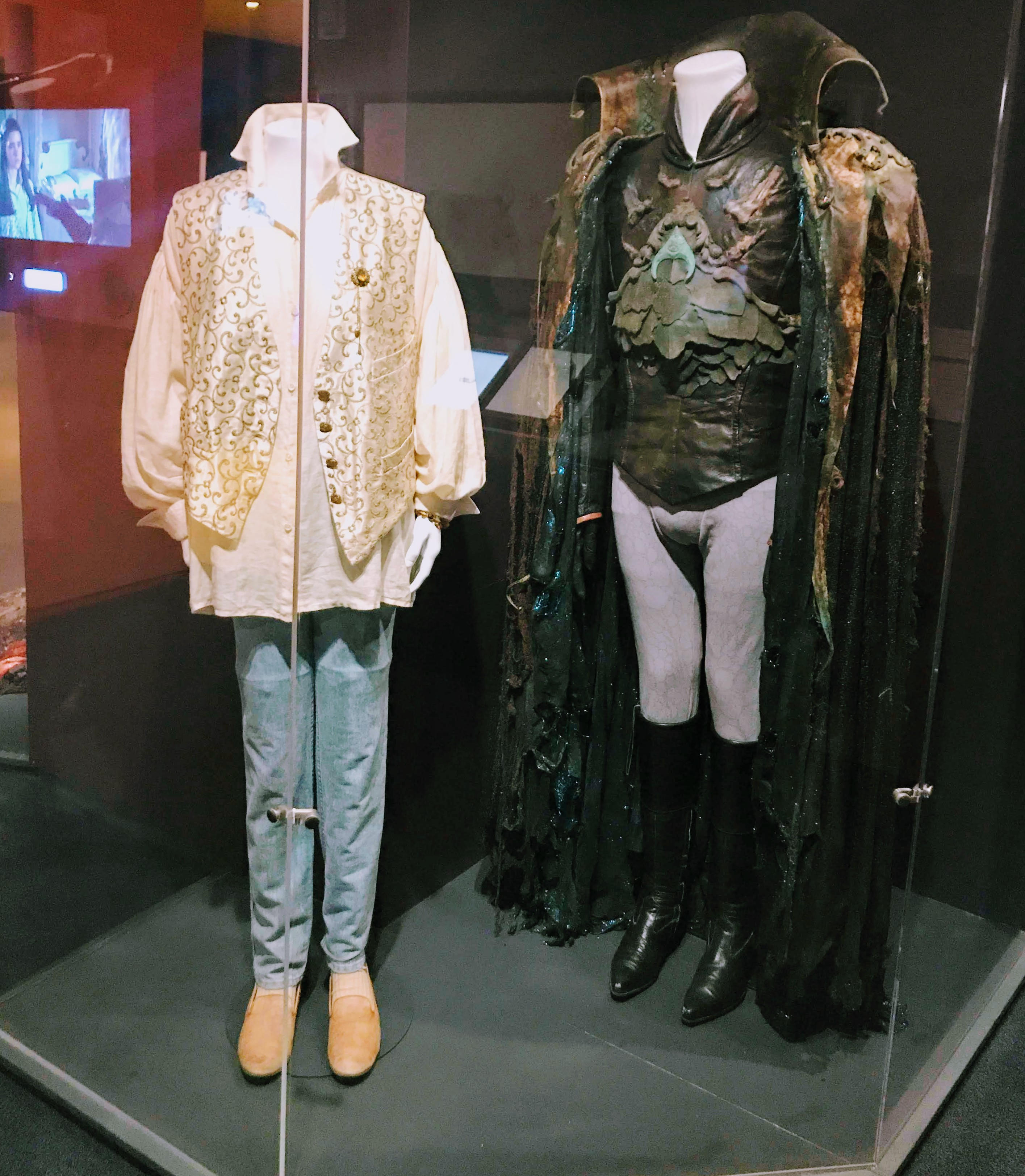
Los trajes originales que Jennifer Connelly y David Bowie usaron en la película Labyrinth, expuestos en el Museum of the Moving Image de Nueva York.

En 1986 compartió el rol principal con el músico y actor británico David Bowie en el filme de fantasía Labyrinth de Jim Henson, en el que interpretó a Sarah Williams, una adolescente que busca rescatar a su pequeño hermano de un extraño mundo habitado por seres mágicos. Labyrinth no tuvo buenos números de taquilla, pero se convirtió con el paso del tiempo en un clásico de culto. Aunque destacó la importancia del papel de Connelly, Nina Darnton del diario The New York Times calificó su interpretación como decepcionante: «Su aspecto es correcto, pero le falta convicción y parece estar leyendo líneas ensayadas sin creer en su objetivo ni en la necesidad real de lograrlo». Sin embargo, para la revista Vogue representó su consagración definitiva en la industria del cine estadounidense. Un año después protagonizó el videoclip de la canción «Always With Me, Always With You», del guitarrista Joe Satriani.
En 1988 figuró nuevamente en una producción italiana, esta vez en la cinta dramática Étoile de Peter Del Monte, como una estudiante de ballet estadounidense que se inscribe en una prestigiosa escuela de baile de Budapest con un oscuro pasado. Para el crítico del portal DVD Talk Francis Rizzo, la actriz «es totalmente creíble en cuanto a todos los elementos que tiene que aportar a su personaje», y para Loron Hays de Reel.Reviews, logra «mantener el ritmo» a lo largo del filme. El mismo año interpretó a Gabriella, una estudiante universitaria que tiene una relación sentimental con el personaje principal de Patrick Dempsey en Some Girls, de Michael Hoffman. En su reseña, Rita Kempley de The Washington Post criticó su actuación y la del elenco en general.
En 1990 representó el papel de Gloria Harper, una mujer que se ve envuelta en peligroso triángulo amoroso, en Labios ardientes de Dennis Hopper. Aunque el filme no pudo obtener buenos números de taquilla, el desempeño de Connelly recibió elogios. Stephen Schaefer escribió para USA Today: «Cualquiera que busque una prueba de que las niñas crecen rápido en el cine debería echar un vistazo a la curvilínea Jennifer Connelly [...] Sin haber cumplido aún los veinte años, ha sabido gestionar la transición de actriz infantil a ingenua». Durante una entrevista con el propio Shaefer, la actriz afirmó que, aunque fue difícil realizar su primera escena de desnudo en la película, aceptó porque la misma no se desarrollaba «en un contexto sórdido». Ese mismo año, el director Garry Marshall la consideró para el papel de Vivian Ward en Pretty Woman, pero finalmente decidió escoger a Julia Roberts por considerar muy joven a Connelly para interpretar a una prostituta.
| «Ese cartel se convirtió en un éxito [...] Se convirtió en una estrella en sí mismo. Recuerdo haberlo visto en su momento y decir: “Vaya, esto es algo grande”. Puedo asegurar que llamó la atención de todo el mundo».—El coproductor de Career Opportunities Hunt Lowry sobre uno de los carteles promocionales de la película que mostraba a Connelly con una blusa escotada, apoyada en los hombros de su coprotagonista. |

En 1991 protagonizó al lado de Frank Whaley la película Career Opportunities de Bryan Gordon en el papel de Josie McClellan, una joven recién graduada que desea abandonar la ciudad en busca de una mejor vida lejos de su familia. La revista People publicó un artículo a modo de crítica por lo que consideraron un caso de sexismo, pues una versión inicial de la campaña publicitaria incluía un recorte de cartón de tamaño natural que mostraba a Whaley observando a Connelly sobre un caballo mecánico, con la leyenda: «Está a punto de dar el paseo de su vida». La actriz confesó que publicidades como esta la hicieron reflexionar sobre el tipo de papeles que quería realizar en adelante, más cuando uno de sus profesores de Yale le contó que había visto el cartel en cuestión. Otro de los afiches promocionales exhibía a Connelly con un prominente escote apoyada en los hombros del coprotagonista. Whaley afirmó no recordar que ella estuviera usando esa indumentaria durante la sesión fotográfica y que es posible que ese detalle fuera añadido por el estudio en posteriores ediciones. Críticos de los medios The Washington Post, Common Sense Media y Three Movie Buffs coincidieron en que su papel era la única razón de peso para ver la película.
Ese mismo año participó en la cinta de alto presupuesto de Disney The Rocketeer, en la que interpretó a Jenny Blake, una aspirante a actriz e interés romántico del personaje principal. La revista New York concedió una calificación mediocre al filme, y aunque valoró la sensualidad de Connelly en pantalla, se refirió a su actuación como «plana». Por su parte, Jason Bailey de FlavorWire elogió su desempeño y opinó que nunca antes había sido «tan simpática e increíblemente bella». En 1992 apareció junto con Jason Priestley en el videoclip de la canción «I Drove All Night» de Roy Orbison, dirigido por Peter Care, e interpretó el rol de Emma Burgess en el telefilme The Heart of Justice, de Bruno Barreto. Para Hoyt Hilsman de Variety, las actuaciones del reparto en esta última producción se vieron perjudicadas por una «lamentable falta de dirección».
Su siguiente película fue De amor y de sombra (1994), una coproducción entre Argentina, Chile y Estados Unidos dirigida por Betty Kaplan en la que compartió el rol principal con el español Antonio Banderas. Esta historia sobre una pareja perseguida por la dictadura de Augusto Pinochet no fue bien recibida por la crítica, pero el desempeño de la dupla protagonista cosechó algunos elogios. El crítico Scott Nash manifestó que, aunque el rol de Connelly fue correcto, hubiera sido mejor elegir en su lugar a una actriz hispanohablante. Un año después, el director John Singleton la eligió para el papel secundario de una estudiante universitaria en Higher Learning, filme protagonizado por Omar Epps y Kristy Swanson que logró una tibia recepción crítica. El mismo año registró una pequeña aparición en el telefilme de Sam Irvin Out There, como una mujer en la fila del supermercado. En 1996 protagonizó la cinta independiente Far Harbor de John Huddles, como Elie, una guionista que escribe una historia basada en traumas personales. Para Nash, se trató de un papel de transición en la carrera de Connelly: «La mayoría de sus películas anteriores le exigían simplemente ser la chica guapa, pero aquí, casi por primera vez, consigue expandirse un poco como actriz en un papel serio».
En 1996 participó en la película policíaca Mulholland Falls, en la que compartió el rol principal con Nick Nolte y John Malkovich. David Denby de la revista New York escribió sobre una escena romántica entre Connelly y Malkovich: «Esta secuencia nos hace sentir como voyeristas al verla, pero es tan jugosamente erótica que apenas podemos apartar la mirada». La actriz se refirió a la alta carga erótica del filme: «A todos los que me conocen les sorprendió que acabara haciendo esta película, porque siempre había sido muy cuidadosa con la desnudez. Era una parte muy importante de este personaje y no podía ser tímida, reservada o cohibida, de lo contrario no funcionaría. Era una especie de reto que quería asumir, supongo». Aunque Mulholland Falls obtuvo una recepción crítica mediocre, Mike Clark de USA Today elogió las actuaciones de Connelly, Bruce Dern y Melanie Griffith.
Un año después apareció en la cinta ambientada en la década de 1950 Inventing the Abbotts en el papel de Eleanor, una de las tres hijas del millonario del pueblo. En su recensión para Entertainment Weekly, Lisa Schwarzbaum valoró su desempeño y aseveró que «sube la apuesta cada vez que está en la pantalla», y el coproductor Ron Howard, quien la dirigiría años después en A Beautiful Mind y The Dilemma, aseguró que lo sorprendió por su capacidad de dotar de complejidad al personaje. Su siguiente aparición ocurrió en la película de ciencia ficción de Alex Proyas Dark City (1998), en la que actuó junto con Rufus Sewell, William Hurt, Ian Richardson y Kiefer Sutherland, en el rol de Emma, una cantante de jazz víctima de un secuestro. El autor Sean McMullen opinó que Connelly apareció «visualmente espléndida como esta mujer fatal de los años 1940», y Sergio Benítez de la página Espinof la destacó junto con Hurt como «los que mejor condensan la infinita melancolía que envuelve a los habitantes de la ciudad».

### 2000-2003:Requiem for a Dream,A Beautiful Mind, Hulky reconocimiento mundial
En el año 2000, Ed Harris la dirigió en la cinta biográfica Pollock, en la que encarnó a Ruth Kligman, la amante del artista Jackson Pollock. La película cosechó en general buenas críticas, y Roger Ebert la seleccionó como una de las mejores del año. Acto seguido interpretó el papel principal de Catherine Miller en la serie dramática de la cadena Fox The $treet, acerca de tres agentes de bolsa que buscan hacerse un lugar en Wall Street en medio de todo tipo de intrigas. El seriado, del cual solamente se emitieron siete episodios en los Estados Unidos por baja audiencia, fue calificado de «pasable, pero nada destacado» por el crítico Howard Rosenberg de Los Angeles Times.
Ese mismo año realizó uno de los papeles principales en la película dramática Requiem for a Dream, de Darren Aronofsky, basada en la novela homónima de Hubert Selby Jr. Connelly, a quien le atrajo el guion por su descripción de la adicción y sus efectos en la familia, interpretó a Marion Silver, una joven de clase media de Manhattan Beach que desea iniciar una carrera en la industria de la moda, pero que se vuelve adicta a la heroína y termina prostituyéndose. La actriz decidió aislarse durante varios días en un apartamento y aprendió a diseñar prendas de vestir para vivir las experiencias de su personaje. Además, participó en varias entrevistas con adictos y asistió a reuniones de Narcóticos Anónimos con uno de sus amigos, quien se encontraba en proceso de recuperación en ese momento. Su representación de la degradación física y mental cosechó elogios de la crítica especializada; por ejemplo, Elvis Mitchell escribió para The New York Times:

[...] su actuación es la que da peso a la película, ya que su caída es la más precipitada. Al final, cuando se acurruca en posición fetal con una sonrisa furtiva en la cara, ha llegado a amar su degradación [...] Su comprensión es más perturbadora que cualquier otra cosa en la novela, y Connelly nunca hizo nada para prepararnos para lo buena que es aquí.

El mismo año interpretó a Sarah Williams, una activista asesinada por un coche bomba en Mineápolis mientras conducía a refugiados chilenos, en la película Waking the Dead, basada en la novela del mismo nombre de Scott Spencer. El director Keith Gordon era reacio a contratarla inicialmente, ya que no la consideraba ideal para el papel, pero terminó escogiéndola tras ver su actuación en Far Harbor. Sobre su rol, la actriz manifestó: «Waking the Dead fue la primera película en que trabajé donde todo lo que hacía lo sentía como algo propio. Intenté realmente hacer algo con el papel y me volqué en él, así que significó mucho para mí». The New York Times describió su interpretación: «Como Sarah, Connelly capta una etérea y ardiente voluntad muy propia de la época. Ella y [Billy] Crudup conectan poderosamente en las escenas de amor que transmiten la feroz ternura de una relación cuya pasión tiene un tinte de fervor religioso».
| «[A Beautiful Mind] catapultó a la intérprete de Requiem for a Dream, Connelly, de 31 años. En el papel de la esposa de un genio, que no deja de sufrir, [ella] encuentra su propio brillo».—El crítico de Entertainment Weekly Dave Karger en referencia al papel de Connelly en el filme A Beautiful Mind. |

El guion de la película biográfica de Ron Howard A Beautiful Mind (2001), basada en la biografía del matemático John Forbes Nash escrita por Sylvia Nasar en 1998, despertó el interés de Connelly. La invitaron a una audición después de que su agente enviara a los productores un extracto de la entonces inédita Requiem for a Dream; el productor Brian Grazer la eligió para el papel de Alicia, la paciente y comprensiva esposa del esquizofrénico Nash, interpretado por Russell Crowe. La actriz se reunió personalmente con la verdadera Alicia antes de comenzar el rodaje con el objetivo de conocer detalles de su vida y tener más herramientas para interpretarla. A Beautiful Mind cosechó reseñas generalmente positivas, logró buenos números de taquilla y le valió a Connelly un Globo de Oro, un Óscar y un BAFTA, todos en la categoría de mejor actriz de reparto. El crítico de la revista Time Richard Schickel se refirió a ella como alguien «inteligente y apasionada» y calificó su actuación de «luminosa». Por su parte, Roger Ebert escribió en su reseña: «Jennifer Connelly brilla como Alicia. Aunque la interpretación más vistosa corresponde a Crowe, es el complejo trabajo de Connelly, que representa a una mujer desgarrada por el amor y el miedo al mismo hombre, lo que eleva la película a un nivel superior».
En 2003 aceptó protagonizar la cinta Hulk de Ang Lee, principalmente porque le interesaba su perspectiva filosófica acerca del superhéroe de Marvel Comics. Realizó el papel de Betty Ross, una científica e interés romántico del protagonista Bruce Banner, interpretado por el actor australiano Eric Bana. En su reseña, Ebert encontró similitudes con su anterior papel: «Es divertido lo mucho que el dilema de este personaje se parece a la situación de la mujer que interpretó en A Beautiful Mind. En ambas ocasiones está enamorada de un brillante científico que es un encanto hasta que se vuelve loco, y [también] cree que el gobierno la persigue». Aunque la recepción crítica fue mixta, Hulk logró buenos números de taquilla.
El mismo año apareció en Casa de arena y niebla, un filme dramático basado en la novela homónima de Andre Dubus III en el que representó a Kathy Nicolo, una esposa abandonada cuya casa heredada se vende en una subasta al emigrante y excoronel iraní Massoud Amir Behrani (Ben Kingsley). Connelly afirmó que le pareció interesante «interpretar a una mujer que está en esta época de crisis [y] que es profundamente imperfecta», y el productor Michael London dijo que la actriz «entendía a Kathy y sabía en los huesos que podía tomar este personaje y darle el tipo de dimensión que tenía. No creo que haya otra actriz que pudiera haber interpretado a Kathy con tanta fuerza y gracia». En su reseña, la BBC afirmó que ella «convence totalmente como una mujer egoísta, desesperada y solitaria».

### 2004-2009: hiato y regreso al cine

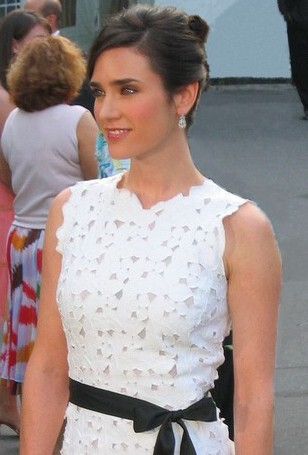
Connelly en 2005.

Tras ausentarse por dos años del panorama cinematográfico, regresó en el filme de suspenso Dark Water (2005), basado en la película japonesa de 2002 del mismo nombre. Interpretó a Dahlia, una joven traumatizada por su pasado que se muda con su hija a un apartamento de Nueva York donde ocurren sucesos paranormales. Roger Ebert manifestó que se interesó en el personaje de Connelly porque «no es una heroína de terror, sino una actriz que interpreta a una madre enfrentada al horror [...] gracias a esa diferencia, Dark Water logra funcionar». No obstante, Joshua Starnes del sitio web ComingSoon.net valoró en mayor medida las interpretaciones del reparto secundario sobre los papeles principales de Connelly y Ariel Gade.
Un año después representó el rol secundario de Kathy Adamson en la adaptación cinematográfica de la novela Little Children, dirigida por Todd Field. Esta historia sobre una relación extramarital logró una buena acogida de la crítica especializada, que en general ponderó las actuaciones de todo el elenco. También en 2006 coprotagonizó Diamante de sangre con Leonardo DiCaprio, como una periodista llamada Maddy Bowen que lucha por sacar a la luz la verdadera historia de los diamantes de sangre en Sierra Leona. Aunque David Edelstein de la revista New York elogió su desempeño al opinar que fue «inteligente, cuerda y poco histriónica», Manohla Dargis de The New York Times criticó la «falta de ideas» del personaje y se refirió a su caracterización de una periodista en medio de un contexto de sufrimiento humano como «ridícula». Tanto Little Children como Diamante de sangre recibieron múltiples nominaciones en la 79.ª edición de los Premios Óscar.
Interpretó el papel de Grace, una madre que intenta sobreponerse a la muerte de su hijo, en la película dramática Reservation Road (2007) junto con Joaquin Phoenix y Mark Ruffalo. Según ella, este papel fue el más difícil que había realizado hasta ese momento, debido a la carga de emotividad del personaje. Susan Wloszczyna de USA Today valoró el desempeño del elenco al afirmar que sus interpretaciones «elevan la película por encima del melodrama sobrecalentado»; igualmente, Connie Ogle del diario Miami Herald declaró que Reservation Road por momentos es conmovedora gracias a las habilidades del reparto.
En 2008 actuó como la científica Helen Benson en la adaptación de la cinta de ciencia ficción de 1951 The Day the Earth Stood Still, dirigida por Scott Derrickson y coprotagonizada por Keanu Reeves y Jaden Smith. Como preparación para el papel, habló con astrobiólogos de la Universidad de Princeton y consultó algunos libros de ciencia de autores como Gino Claudio Segrè. Richard Propes del portal The Independent Critic afirmó que, aunque se trata de una adaptación «sin alma» e «insípida», logra sostenerse gracias a la «enternecedora valentía de Connelly». El mismo año realizó un cameo en Corazón de tinta, protagonizada por su esposo, Paul Bettany, quien reveló que la convenció de realizar ese pequeño papel porque quería que en el futuro sus hijos los vieran trabajando juntos.

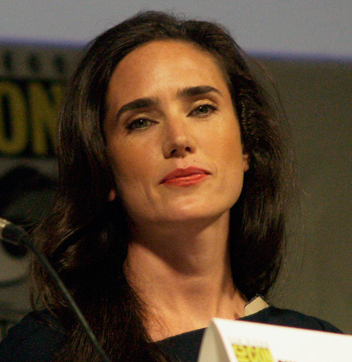
Connelly durante la Convención Internacional de Cómics de San Diego (2009), promocionando la película animada 9.

En 2009 protagonizó la comedia romántica He's Just Not That Into You de Ken Kwapis, en la que también actuaron Ben Affleck, Jennifer Aniston y Drew Barrymore. John Anderson de Variety definió su interpretación como «realmente rica como una mujer cuyos principios la acorralan». Ese año apareció nuevamente con Bettany en el filme biográfico Creation en el papel de Emma, la esposa del naturalista Charles Darwin. Ambientada en la época en que se escribió El origen de las especies, la película describe la lucha de Darwin con el tema del libro, así como con su mujer, quien se opone a sus teorías. En su reseña para The San Francisco Chronicle, Mick LaSalle afirmó: «[Emma Darwin] es interpretada por Jennifer Connelly, la esposa de Bettany en la vida real, en un tipo de reparto que no siempre funciona, pero que aquí sí lo hace. Creemos en la historia de los Darwin, su familiaridad y afecto. El acento inglés de Connelly es tan bueno como el de Renée Zellweger y Gwyneth Paltrow. No sólo capta los sonidos, sino también la música y la actitud». También en 2009, la actriz aportó su voz a uno de los personajes principales en la cinta animada 9, dirigida por Shane Acker y recibida de forma tibia por la crítica.

### 2010-2016:Virginia,NoéyAmerican Pastoral
Interpretó el papel principal de una ama de casa mentalmente inestable que debe lidiar con la esquizofrenia en Virginia (2010), de Dustin Lance Black, cinta estrenada en el Festival Internacional de Cine de Toronto. La actriz la definió como «una película independiente muy diferente [y] muy personal», y tuvo que teñirse el cabello de rubio por primera vez para un papel, experiencia que consideró divertida. Aunque la reseña del portal Cinema Blend afirmó que «Virginia está apuntalada por una fuerte actuación central, con Connelly realizando uno de sus mejores trabajos en años», en general la película no gozó de la aceptación de la crítica especializada.

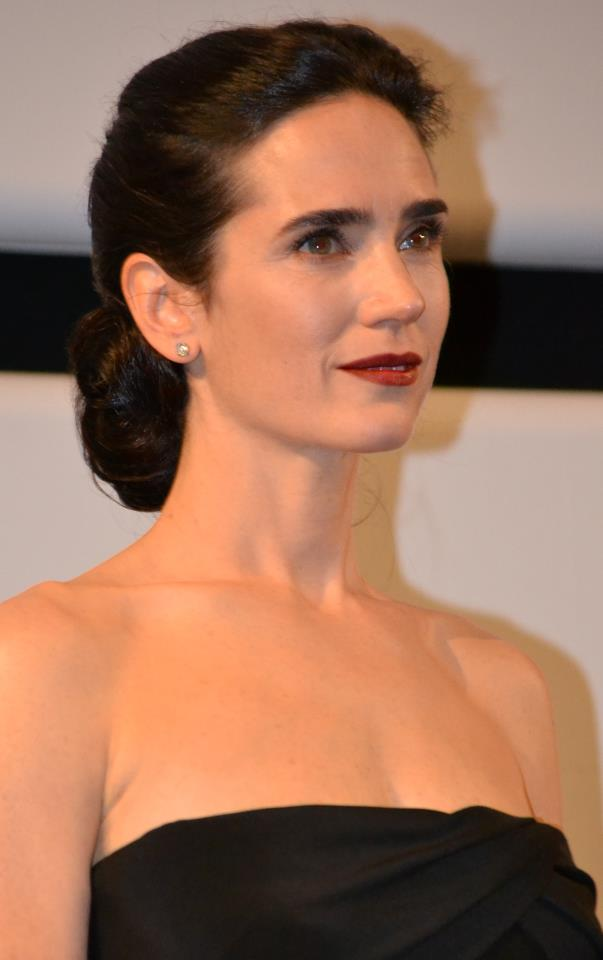
Connelly durante una exhibición de la película Érase una vez en América en el Festival de Cannes (2012).

En 2011 trabajó de nuevo con Ron Howard en la comedia The Dilemma, protagonizada junto con Vince Vaughn, Winona Ryder y Kevin James. Aunque la reseña del semanario The Austin Chronicle calificó como excelente la participación de Connelly, la cinta recibió críticas generalmente negativas. Según Justin Chang de Variety, la actriz se ve «un poco más suelta y espontánea que de costumbre, [pero] parece atascada en un punto emocional alejado de la acción». Su siguiente proyecto, Salvation Boulevard de George Ratliff, se estrenó en el marco del Festival de Cine de Sundance de 2011. En la película, que no convenció a la prensa especializada, Connelly interpretó a Gwen, la esposa de un testigo de asesinato. Para Walter Addiego de The San Francisco Chronicle se trata de un filme «que desperdicia criminalmente a un talentoso elenco», y para Tirdad Derakhshani de The Philadelphia Inquirer es una película «divertida por momentos [con] algunas buenas interpretaciones». Ese mismo año grabó una versión en audiolibro de la novela El cielo protector de Paul Bowles, que salió a la venta en marzo de 2012 a través de la plataforma Audible.
También en 2012 protagonizó junto con Greg Kinnear el drama Stuck in Love de Josh Boone, en el papel de la exesposa del personaje de Kinnear, quien está peligrosamente obsesionado con ella. Lou Lumenick de The New York Post manifestó que Stuck in Love incluye «el mejor trabajo que Greg Kinnear y Jennifer Connelly han hecho en mucho tiempo», aunque Kaleem Aftab de The National criticó al elenco por no haber ayudado a Boone a escribir «alguna [línea de] diálogo decente».
En agosto de 2013, Variety anunció que Paul Bettany la había incluido en el reparto de su película debut como director, titulada Shelter y estrenada en 2014. Connelly interpretó a Hannah, una drogadicta que lucha al lado de un inmigrante nigeriano (interpretado por Anthony Mackie) por sobrevivir en las calles de Nueva York. Aunque la respuesta de la crítica fue mixta, Eddie Harrison del sitio web The List elogió el desempeño de la actriz al afirmar que «captura perfectamente la angustia de una mujer casi invisibilizada por la pobreza». Para interpretar el papel, Connelly debió perder veinticinco libras. Ese año participó en un rol secundario en la adaptación cinematográfica de la novela de 1983 Winter's Tale, del autor Mark Helprin, bajo la dirección de Akiva Goldsman. El filme, que contó con la participación protagónica de Colin Farrell, Jessica Brown Findlay y Russell Crowe, se convirtió en un notable fracaso crítico y de taquilla.

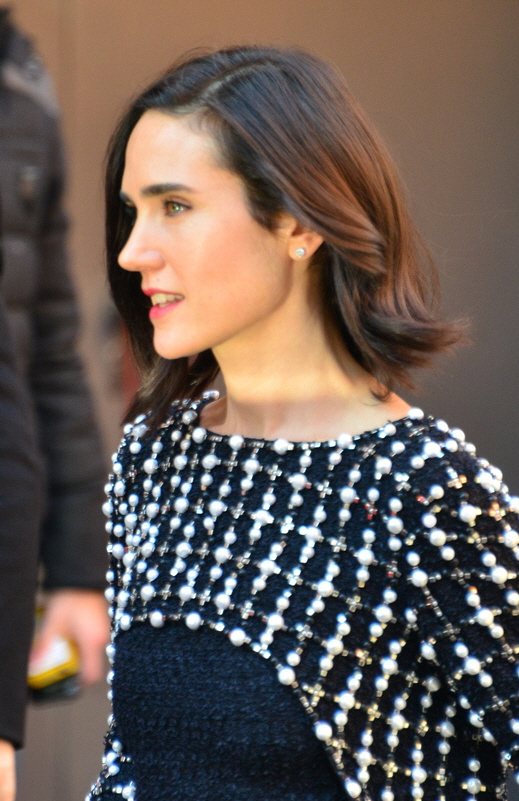
Connelly en el Festival Internacional de Cine de Berlín (2014) durante la promoción del filme Aloft.

También en 2014 realizó el papel de una curandera llamada Nana Kunning en la película Aloft, el debut como directora de habla inglesa de la peruana Claudia Llosa. Sobre su experiencia de trabajo con la cineasta sudamericana, Connelly afirmó: «Nada más conocerla me pareció el tipo de persona con la que me apetecía emprender un viaje así». Aunque el filme no fue bien recibido por la crítica, su actuación cosechó algunos buenos comentarios; Moira MacDonald del diario Seattle Times declaró: «Connelly, con su característica marca de serena dureza, desempeña muy bien el papel trágico, pero no tiene realmente un personaje que interpretar aquí; sólo una serie interminable de apretados primeros planos y expresiones de preocupación», y Tom Russo de The Boston Globe calificó como «hábiles» las actuaciones de Connelly, Mélanie Laurent y Cillian Murphy.
Ese mismo año compartió nuevamente un papel principal con Russell Crowe en la epopeya bíblica de Darren Aronofsky Noé, en la que interpretó el rol de Naamá. Ann Hornaday de The Washington Post publicó que las interpretaciones de ambos fueron «impresionantemente sólidas y potentes», y en su reseña para The Denver Post, Lisa Kennedy consideró que Connelly representó el papel con «gran inteligencia». Contrario a sus últimas películas, Noé logró cosechar buenas críticas y números en taquilla.
En 2016 participó en American Pastoral, cinta dramática dirigida y coprotagonizada por Ewan McGregor. Aunque la crítica la recibió fríamente, Nigel Andrews del Financial Times afirmó que la pareja protagonista de Connelly y McGregor realizó una buena labor en el papel de padres, y Tara Brady de The Irish Times definió su labor como «una gran actuación, llena de lágrimas y angustia». Un año después aportó su voz para el papel de Karen, la inteligencia artificial utilizada por Peter Parker en la producción de Marvel Studios Spider-Man: Homecoming, dirigida por Jon Watts. De esta forma registró su segunda aparición en una película basada en un personaje de Marvel Comics, tras su participación en Hulk (2003).

### 2017-2022:Only the Brave,SnowpierceryTop Gun: Maverick
En 2017 integró el elenco principal junto con Miles Teller, Jeff Bridges y Josh Brolin de Only the Brave, filme de Joseph Kosinski basado en el incendio de Yarnell Hill que logró buenos comentarios de la crítica. Peter Sobczynski del portal RogerEbert.com destacó las actuaciones de Connelly y Brolin al afirmar que, aunque son «potencialmente clichés [el tipo rudo a cargo y la esposa que se queda en casa preocupada por si volverá a ver a su marido], los revisten de vida y personalidad reales». De igual manera, el crítico del New York Times Andy Webster resaltó el desempeño de la pareja y se refirió a la interpretación de Connelly como «vívida».

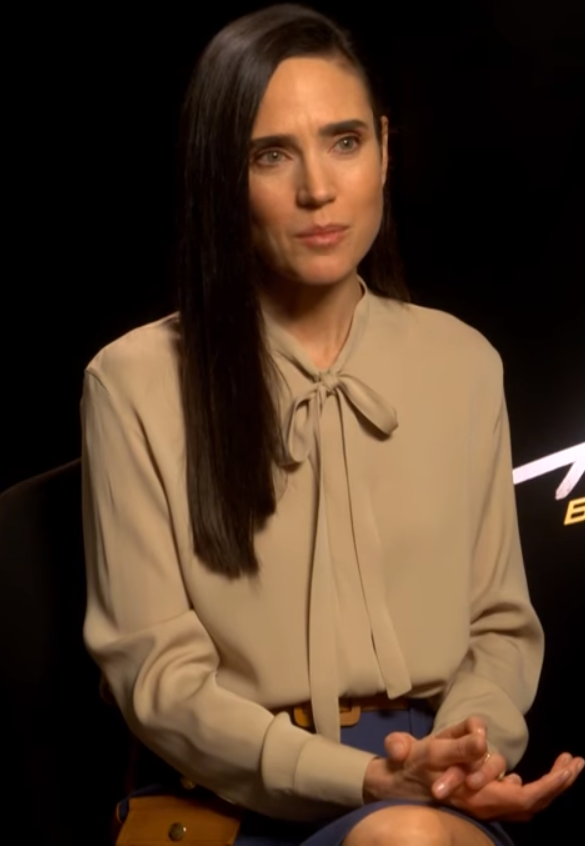
Connelly en 2019.

En 2019 interpretó el papel secundario de Chiren, una experta en cibernética, en la película de ciencia ficción de Robert Rodriguez Alita: Battle Angel. El director admitió que decidió integrar en el reparto a Connelly y a Christoph Waltz porque su presencia «elevaría todo el proyecto», al tratarse de dos ganadores del Premio Óscar. Basada en el manga GUNNM, la cinta obtuvo críticas mixtas y buenos números de taquilla, especialmente a nivel internacional.
A mediados de 2017 los medios anunciaron que Connelly regresaría al formato televisivo en una serie basada en la película surcoreana de ciencia ficción Snowpiercer, en el papel de Melanie Cavill, una mujer que viaja en primera clase y que controla los destinos de los pasajeros de un tren que nunca detiene su recorrido, en el marco de un escenario postapocalíptico. El seriado, titulado Snowpiercer al igual que el filme, debutó el 17 de mayo de 2020 por la cadena TNT, después de una reprogramación ocasionada por la pandemia de Covid-19. Continuó vinculada a la serie en las temporadas dos y tres (estrenadas el 25 de enero de 2021 y el 24 de enero de 2022 respectivamente), y recibió una nominación como mejor actriz en una serie de acción en la primera edición de los Critics' Choice Super Awards. En enero de 2023, un portavoz de TNT declaró que la cadena no emitiría la cuarta temporada del seriado, y que en ese momento se encontraban en la búsqueda de una nueva plataforma para acoger el final de la historia.
En julio de 2018 se anunció que Connelly estaba en conversaciones para integrar el reparto de Top Gun: Maverick, secuela del filme de acción Top Gun (1986). Dirigida por Joseph Kosinski, filmada en 2019 y editada durante el confinamiento por la pandemia en 2020, se estrenó el 27 de mayo de 2022 y se convirtió en una de las películas más taquilleras de la historia en Estados Unidos. La actriz encarnó a Penny Benjamin, el interés romántico del capitán Pete «Maverick» Mitchell, interpretado por Tom Cruise. En el sitio RogerEbert.com, Tomris Laffly elogió la actuación de ambos al opinar que hay «una ardiente química entre Connelly y Cruise a lo largo de toda la película», y para Matt Donelly de Variety, la actriz aportó «nuevas dimensiones a un clásico de los años 1980».

### 2023-2024:Bad Behaviour, Dark Mattery actualidad
En 2023 protagonizó junto con el británico Ben Whishaw la comedia negra neozelandesa Bad Behaviour, el largometraje debut de Alice Englert. En la cinta dio vida a Lucy, una antigua intérprete infantil que busca respuestas en un retiro espiritual, mientras lidia con la tormentosa relación con su hija. El filme tuvo su estreno oficial en el Festival de Cine de Sundance en enero de 2023 y cosechó reseñas en su mayoría negativas. Aunque criticó el desarrollo de los personajes en general, Tomris Laffly de The A.V. Club rescató la actuación de Connelly al afirmar que fue «soberbia» en su interpretación como Lucy. Por su parte, Nick Schager de The Daily Beast opinó que la actriz «no consigue que la antipática protagonista resulte convincente porque, casi en todo momento, su actuación se hace notar. Su interpretación es un caso de esfuerzo que socava la autenticidad».
En 2024 interpretó el papel de Daniela Dessen en la serie de ciencia ficción de Apple TV+ Dark Matter, una adaptación del seriado canadiense del mismo nombre (2015) y del libro homónimo de Blake Crouch. Su desempeño como la esposa de un físico que es secuestrado y obligado a vivir una versión alternativa de su existencia fue elogiado por Dhruv Sharma de Screen Rant, quien manifestó que la actriz «pasa sin esfuerzo de un personaje a otro» en las diferentes versiones de la vida del protagonista. El crítico Austin Burke resaltó las actuaciones de Connelly y de Joel Edgerton al considerar que elevan una trama que «a menudo avanza lentamente», y para Gregory Wakeman de Chicago Reader, la dupla protagonista «otorga profundidad y resonancia» al seriado. Crouch confesó que la elección de Connelly fue bastante simple, pues siempre pensó que sería la más indicada para interpretar a Daniela. En agosto de 2024, los medios anunciaron que Dark Matter sería renovada para una segunda temporada.

## Filmografía
- Érase una vez en América (1984)
- Phenomena (1985)
- Deslices de juventud (1985)
- Labyrinth (1986)
- Some Girls (1988)
- Étoile (1989)
- Labios ardientes (1990)
- Career Opportunities (1991)
- The Rocketeer (1991)
- De amor y de sombra (1994)
- Higher Learning (1995)
- Mulholland Falls (1996)
- Far Harbor (1996)
- Inventing the Abbotts (1997)
- Dark City (1998)
- Waking the Dead (2000)
- Requiem for a Dream (2000)
- Pollock (2000)
- The $treet (2000-2001)
- A Beautiful Mind (2001)
- Hulk (2003)
- Casa de arena y niebla (2003)
- Dark Water (2005)
- Little Children (2006)
- Diamante de sangre (2006)
- Reservation Road (2007)
- The Day the Earth Stood Still (2008)
- He's Just Not That Into You (2009)
- 9 (2009)
- Creation (2009)
- Virginia (2010)
- The Dilemma (2011)
- Salvation Boulevard (2011)
- Stuck in Love (2012)
- Winter's Tale (2014)
- Aloft (2014)
- Noé (2014)
- Shelter (2014)
- American Pastoral (2016)
- Spider-Man: Homecoming (2017)
- Only the Brave (2017)
- Alita: Battle Angel (2019)
- Snowpiercer (2020-presente)
- Top Gun:Maverick (2022)
- Bad Behaviour (2023)
- Dark Matter (2024)

## Premios y nominaciones
Su primer reconocimiento llegó en los Premios Saturn, con una nominación como mejor actriz de reparto por su participación en The Rocketeer (1991). Por su labor en Requiem for a Dream (2000), obtuvo nominaciones como mejor actriz secundaria en los Independent Spirit Awards y en los premios de las asociaciones de críticos de cine de Phoenix y Las Vegas, entre otros.
Su actuación en A Beautiful Mind (2001) le valió la mayor cantidad de premios y nominaciones en su carrera, entre las que destacan un Óscar, un Globo de Oro y un BAFTA, todos en la categoría de mejor actriz de reparto. Por su participación en dicho filme también ganó un Premio Satellite por mejor actriz de reparto, un Premio de la Crítica Cinematográfica a la mejor actriz secundaria y un Premio del American Film Institute como mejor actriz del año, y obtuvo nominaciones como mejor actriz en los Premios Empire y los Premios del Sindicato de Actores, entre otros reconocimientos.
Connelly figuró nuevamente en los Premios Saturn con una nominación en la categoría de mejor actriz por su papel en Hulk (2003), y su desempeño en el filme Casa de arena y niebla (2003) le valió un Premio de la Asociación de Críticos de Cine de Kansas a la mejor actriz, y nominaciones en los Premios Satellite como mejor actriz dramática y en los Premios de la Crítica Cinematográfica a la mejor actriz.
Por su papel en Reservation Road (2007) ganó el Premio del Festival de Cine de Hollywood como la mejor actriz de reparto, y su participación en Snowpiercer (2000) le valió una nominación en los Critics' Choice Super Awards a la mejor actriz en una serie de acción.

## Características como actriz
Connelly manifestó que, en los comienzos de su carrera, quiso distanciarse de los papeles que pudieran llegar a ser vistos como «superficiales», aunque declaró que en ese momento no tenía la posibilidad de elegir el tipo de roles que realmente quería representar, y por eso algunas de sus primeras interpretaciones no son de su total agrado. Admitió que, en las etapas iniciales de su carrera en las que figuró principalmente en comedias románticas, se sintió «cosificada y sexualizada». Según ella, su papel en Waking the Dead (2000) significó un cambio de rumbo: «Esa fue la primera película que hice después de ser madre y supe que todo estaba cambiando para mí en ese momento». También reconoció que debió esforzarse más de lo habitual para convencer al director Keith Gordon de escogerla para ese papel.
Tras realizar interpretaciones con alta carga dramática y elogiadas por la crítica en películas como Requiem for a Dream (2000), A Beautiful Mind (2001) y Casa de arena y niebla (2003), afirmó que le resultó agradable participar en la comedia He's Just Not That Into You (2009): «Acababa de hacer una película llamada Reservation Road, que trata sobre una madre que pierde a un hijo, y fue [una experiencia] desgarradora. Fue divertido hacer algo tan diferente». Dijo que en general tiende a escoger roles dramáticos intensos porque encuentra más interesantes las historias con mujeres que se encuentran sobrellevando algún tipo de duelo, y aseguró que en la vida real no es una persona «particularmente triste» y que no se siente «desamparada o deprimida». Declaró además que las escenas de sexo le parecen «increíblemente incómodas», y aunque no son sus favoritas, «hay circunstancias en las que tienen sentido». En una entrevista con Variety confesó que, aunque nunca ha participado en una obra de teatro a nivel profesional, siempre piensa en esa posibilidad. Descartó sin embargo aparecer en un musical pues, según ella, «nadie querría verlo».
Phoebe Hoban de Marie Claire destacó que, aunque es «una mujer hermosa y aparentemente recatada», Connelly posee la versatilidad de realizar interpretaciones lóbregas como la de «una perdedora sin hogar» en Casa de arena y niebla, «una drogadicta que practica actos sexuales» en Requiem for a Dream, o «una divorciada desesperada» en Dark Water. Por su parte, el cineasta Ron Howard, quien trabajó con ella en varios proyectos, la definió como una actriz que «no solamente es hermosa y seductora, sino que da mucha profundidad y complejidad a algunos momentos psicológicos difíciles [de sus personajes]», y manifestó que es dueña de «una extraordinaria combinación de talento y belleza».

## Vida personal

### Relaciones

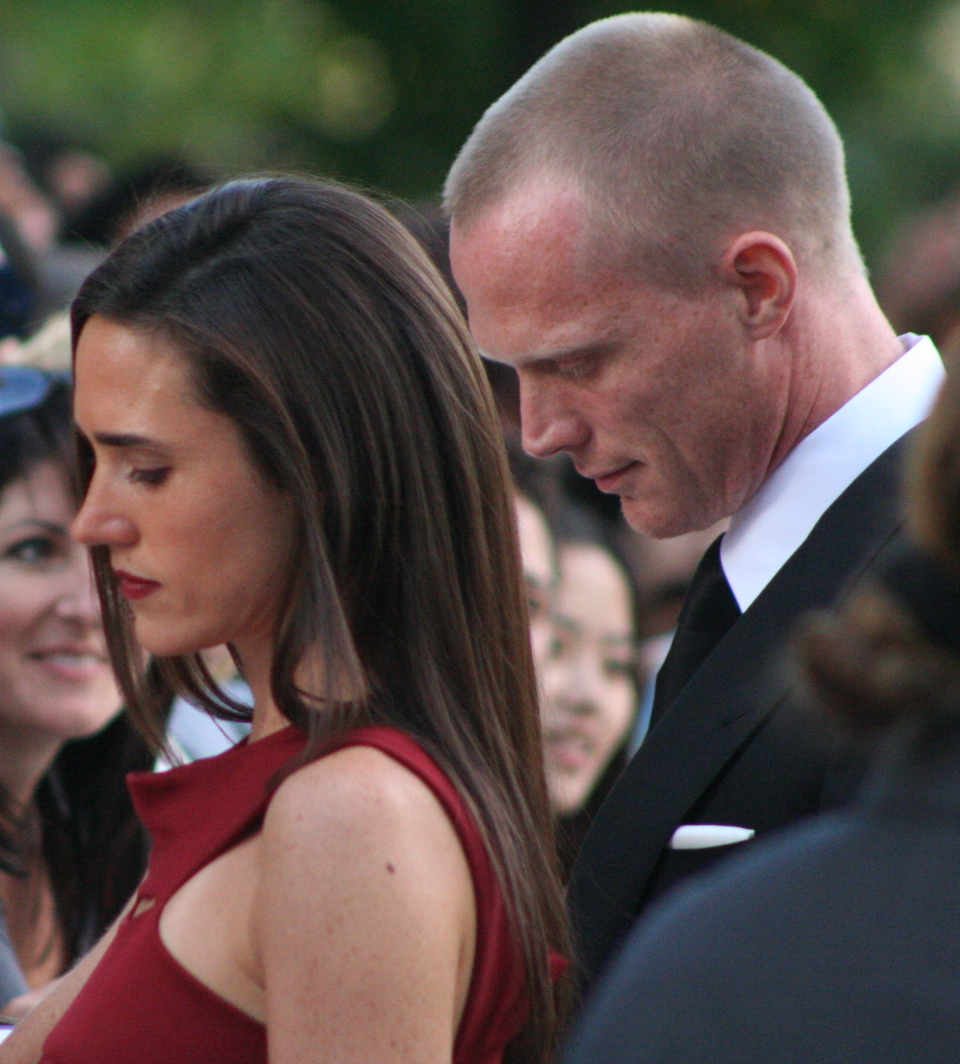
Connelly y su esposo, el actor y cineasta británico Paul Bettany.

Durante el rodaje de The Rocketeer, Connelly inició un romance con su compañero de reparto Billy Campbell, que terminó en 1996. Poco tiempo después empezó una relación con el fotógrafo David Dugan, con el que tiene un hijo llamado Kai, nacido en 1997. A comienzos de la década de 2000 sostuvo una relación con el actor Josh Charles.
El 1 de enero de 2003, en una ceremonia familiar privada en Escocia, se casó con el actor Paul Bettany, con quien coincidió durante el rodaje de A Beautiful Mind. En una entrevista con Larry King, Bettany reveló que sentía una fuerte admiración por ella desde su trabajo en películas como Labyrinth o Érase una vez en América y que decidió expresarle sus sentimientos a través de una llamada telefónica justo después de que ocurrieran los atentados del 11 de septiembre de 2001. La pareja tiene un hijo llamado Stelan (nacido en 2003), y una hija llamada Agnes (nacida en 2011). Después de haber vivido juntos en el barrio neoyorquino de Tribeca, la familia se mudó a una residencia en Brooklyn Heights.

### Estilo de vida, política y religión
Connelly siempre ha sido reticente a dar detalles sobre su vida privada en las entrevistas, en las que prefiere hablar sobre aspectos relacionados con su carrera, y ha sido descrita por algunos medios como una actriz «misteriosa» y «enigmática». Reveló a la revista Marie Claire que siguió una dieta vegana durante muchos años antes del nacimiento de su primer hijo y declaró además que consume en promedio tres manzanas verdes al día y que su rutina de ejercicios incluye sesiones de running de entre seis y diez millas. En una entrevista de septiembre de 2002 reconoció que en ese momento era una fumadora ocasional de tabaco, especialmente en momentos de estrés. Tras comprar su primer computador portátil en 2015 a los 44 años, se refirió a sí misma como la «señorita analógica» y como una persona poco familiarizada con la tecnología digital. Aunque inicialmente no le interesaban las redes sociales, en 2022 decidió crear un perfil en Instagram.
Ha mostrado en varias oportunidades su apoyo al Partido Demócrata, y ponderó la victoria de Barack Obama en las elecciones presidenciales de 2008. El crítico Scott Nash destacó la similitud entre sus papeles en los filmes De amor y de sombra y Waking the Dead, pues en ambos interpreta a una activista «que busca ayudar a los políticamente oprimidos en Chile», y manifestó que es probable que la actriz tenga un sentimiento personal ideológico hacia el país y la situación que vivió durante la dictadura pinochetista.
En 2017 formó parte del movimiento social #MeToo en contra de las acusaciones de abuso sexual contra Harvey Weinstein. Declaró públicamente: «Creo que ninguna mujer debería tener que sufrir este tipo de violaciones para obtener o conservar un empleo», y denunció las acciones del productor cinematográfico como una violación de los derechos humanos. Acerca de sus creencias religiosas, reveló que, aunque no fue criada bajo los preceptos de ninguna religión, en su adolescencia exploró textos religiosos de diferentes cultos como el budismo, el hinduismo, el islam y el cristianismo porque quería sentir que había «algo sagrado con lo que pudiera [sentirse] alineada».

### Trabajo filantrópico
El 14 de noviembre de 2005 fue nombrada embajadora de Amnistía Internacional para la educación en derechos humanos. Apareció en un anuncio para la televisión estadounidense dirigido por Terry George para la organización sin ánimo de lucro Charity:Water, en el que se destacaba la necesidad mundial de agua potable y se buscaban donaciones para proyectos de perforación en África, India y América Central. La actriz también ha apoyado a la organización ambiental benéfica Union of Concerned Scientists, y durante el rodaje de Diamante de sangre (2006), pasó algunos de sus días libres brindando atenciones y aprovisionando de víveres a los niños de un orfanato en Mozambique.
En julio de 2008, la compañía de cosméticos Revlon anunció que Connelly se convertiría en el nuevo rostro de su marca y que participaría en diversos eventos de caridad patrocinados por la empresa. El 2 de mayo de 2009 participó como anfitriona junto con Jessica Alba, Jimmy Fallon, Beau Garrett, Jessica Biel y Christina Applegate en la maratón anual femenina 5k organizada por Revlon con el fin de recaudar fondos para la investigación sobre el cáncer en mujeres, y en mayo de 2012 fue nombrada embajadora del fondo Save the Children, como portavoz de la defensa de los derechos de los niños en todo el mundo.

### Imagen pública
Durante el estreno del filme Reservation Road (2007), Connelly lució un vestido diseñado por el francés Nicolas Ghesquière para la marca Balenciaga, en una de sus primeras colaboraciones con el diseñador, con quien trabajaría también como modelo para la casa de modas francesa Louis Vuitton. Su colaboración continuó en la campaña primavera/verano de 2008 de Balenciaga, en la que lució un atuendo basado en la indumentaria oriental que fue calificado como «extraño» e «incómodo» por algunos medios especializados.
En 2009, la revista Vanity Fair la incluyó en la cuarta posición (junto con Bar Refaeli, Penélope Cruz y Scarlett Johansson) en su lista de las mujeres más hermosas del mundo. Dos años después apareció en la novena posición entre las 50 mujeres más hermosas en el cine, una lista creada por el periódico Los Angeles Times que incluía intérpretes femeninas de diversas épocas de la historia del cine. En 2012, la actriz firmó un contrato con la marca de cosméticos japonesa Shiseido para participar en campañas publicitarias y servir como portavoz de la compañía. Dos años después, durante el evento de estreno de la película Noé, lució el primer diseño de Ghesquière para Louis Vuitton.
Janelle Okwodu de la revista Vogue afirmó el 9 de mayo de 2022 que Connelly protagonizó «el momento más glamoroso de la semana» durante el estreno mundial de Top Gun: Maverick al usar un vestido de Ghesquière; el mismo medio se refirió a ella como la musa del diseñador por sus constantes colaboraciones. El mismo año apareció en el especial «The Beautiful Issue» de la revista People, que resalta a las mujeres más hermosas del año, y fue destacada por la revista española ¡Hola! como «la gran embajadora del savoir faire francés» tras su participación en la decimotercera edición de los Governors Awards con un vestido de Louis Vuitton.
Durante la 95.ª edición de los Premios Óscar, celebrada el 12 de marzo de 2023, la actriz presentó junto con Samuel L. Jackson la categoría de mejor maquillaje y peluquería, y lució un vestido de escote barco con un detalle geométrico bañado en pedrería de Louis Vuitton. En su reseña del evento, María Mérida de la revista Glamour la definió como «la actriz con la mirada felina más bella y el cuerpo más grácil y elegante» que lució «uno de tantos modelos elegantes en su fabuloso historial de estilo».